# سلسفي رفيع الأوراق
السلسفي رفيع الأوراق (باللاتينية: Scorzonera angustifolia) نوع نباتي ينتمي إلى جنس السلسفي من الفصيلة النجمية.

## الموئل والانتشار
موطنها المشرق العربي وإسبانيا والبرتغال.

## مرادفات للاسم العلمي
- (باللاتينية: Scorzonera macrocephala DC.)
- (باللاتينية: Scorzonera pinifolia Gouan)